# Cazaril-Tambourès
Cazaril-Tambourès ist eine französische Gemeinde mit 85 Einwohnern (Stand 1. Januar 2022) im Département Haute-Garonne in der Region Okzitanien (zuvor Midi-Pyrénées). Die Einwohner werden als Cazabourois bezeichnet.

## Geographie
Das Gemeindegebiet wird vom Flüsschen Seygouade durchquert.
Umgeben wird Cazaril-Tambourès von den fünf Nachbargemeinden: 
| Boudrac  | Balesta                                     | Larroque       |
|          | Kompassrose, die auf Nachbargemeinden zeigt |                |
| Lécussan |                                             | Saint-Plancard |

## Bevölkerungsentwicklung
| Jahr                       | 1962 | 1968 | 1975 | 1982 | 1990 | 1999 | 2007 | 2017 | 2019 |
| -------------------------- | ---- | ---- | ---- | ---- | ---- | ---- | ---- | ---- | ---- |
| Einwohner                  | 130  | 130  | 98   | 114  | 104  | 99   | 79   | 88   | 84   |
| Quellen: Cassini und INSEE |      |      |      |      |      |      |      |      |      |

## Sehenswürdigkeiten
- Kirche St-Germier